# Liste der Auslandsvertretungen Irans

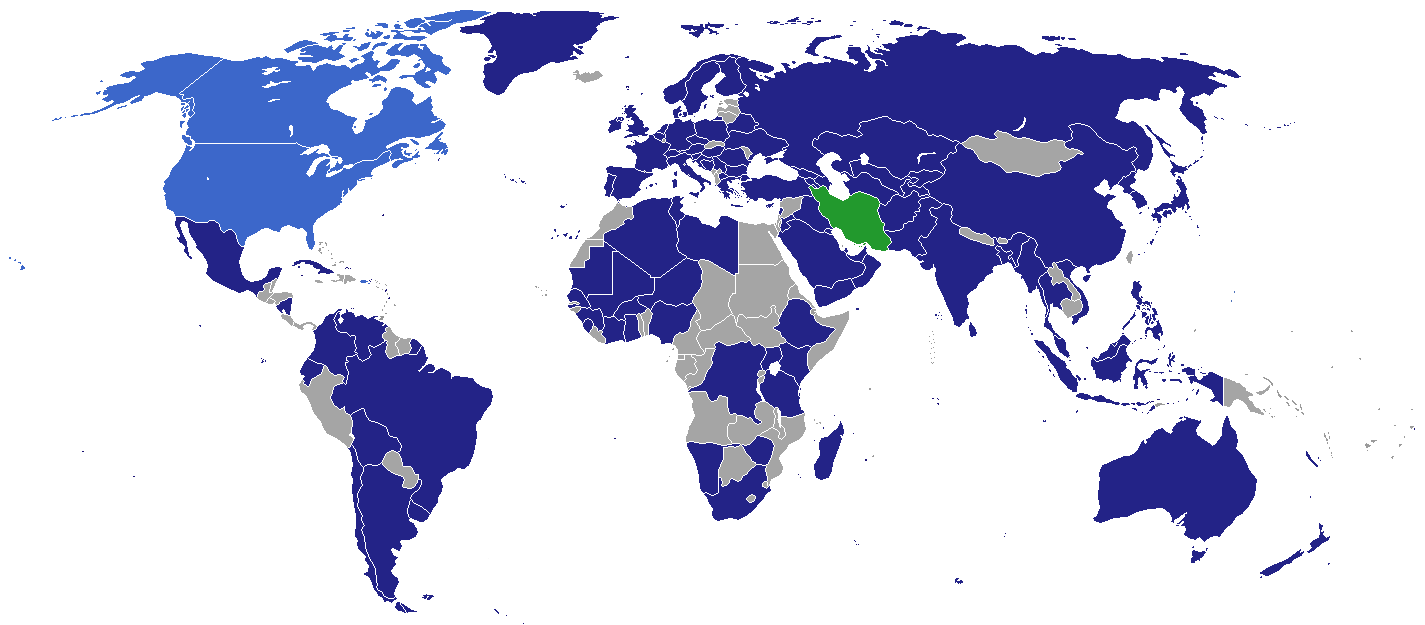
Standorte der diplomatischen Vertretungen in Iran

Dies ist eine Liste der diplomatischen und konsularischen Vertretungen Irans.

## Diplomatische und konsularische Vertretungen

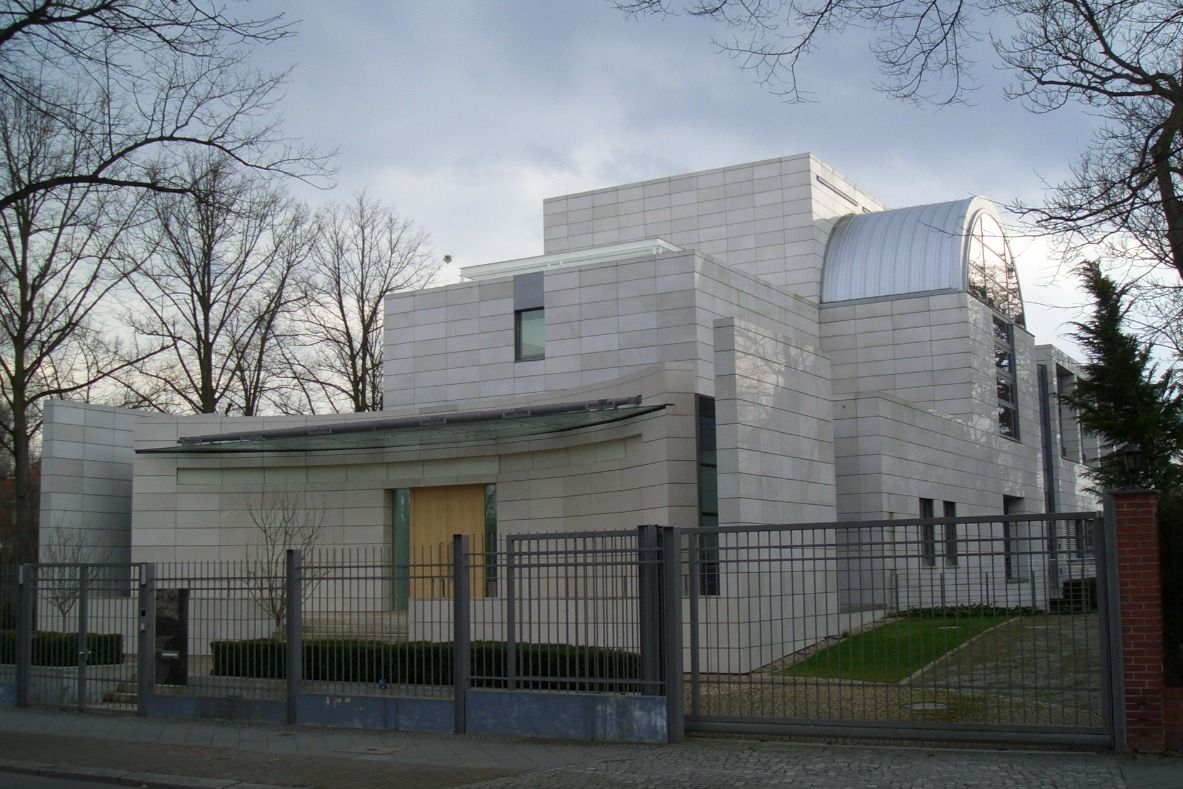
Iranische Botschaft in Berlin

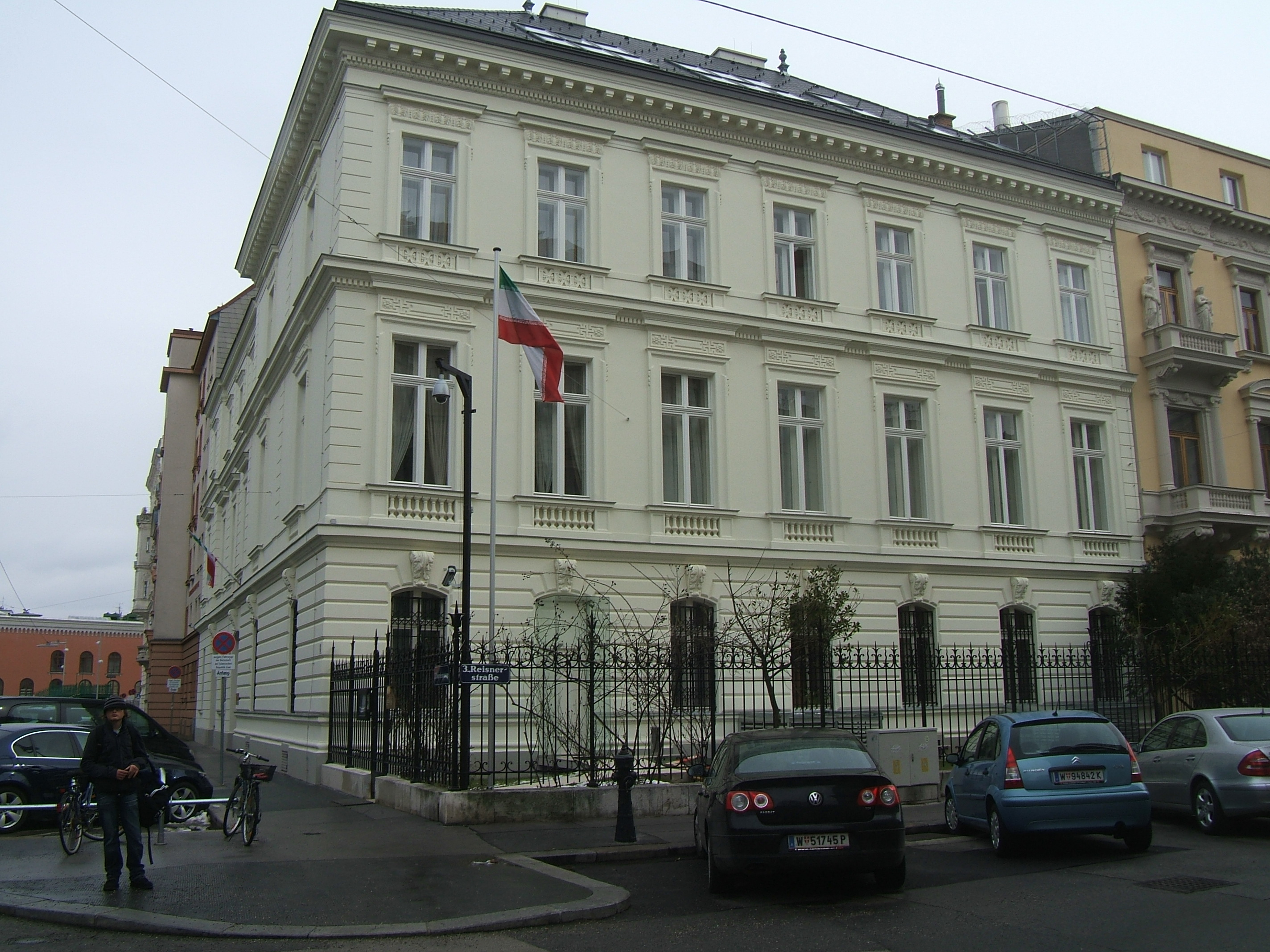
Iranische Botschaft in Wien

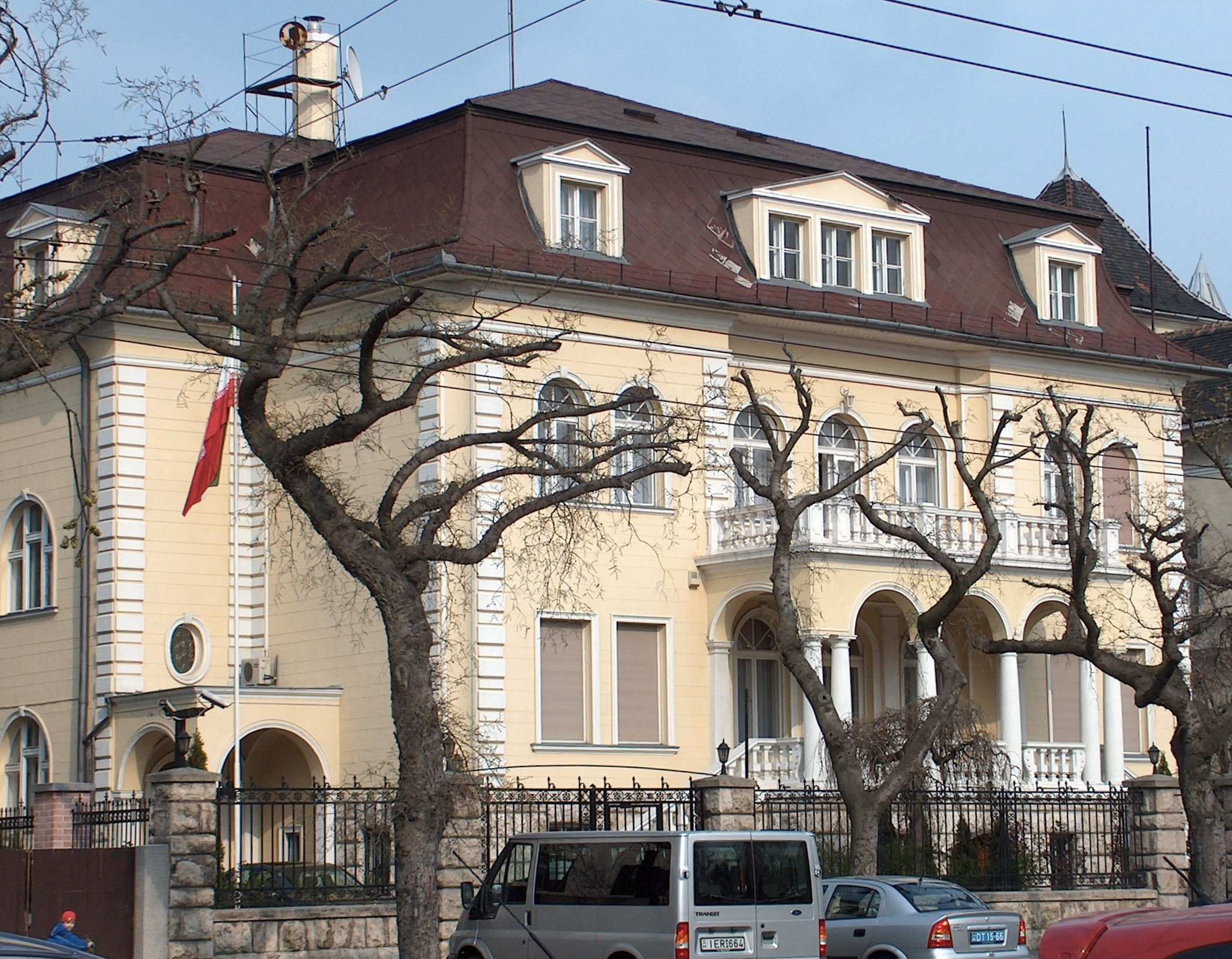
Iranische Botschaft in Budapest

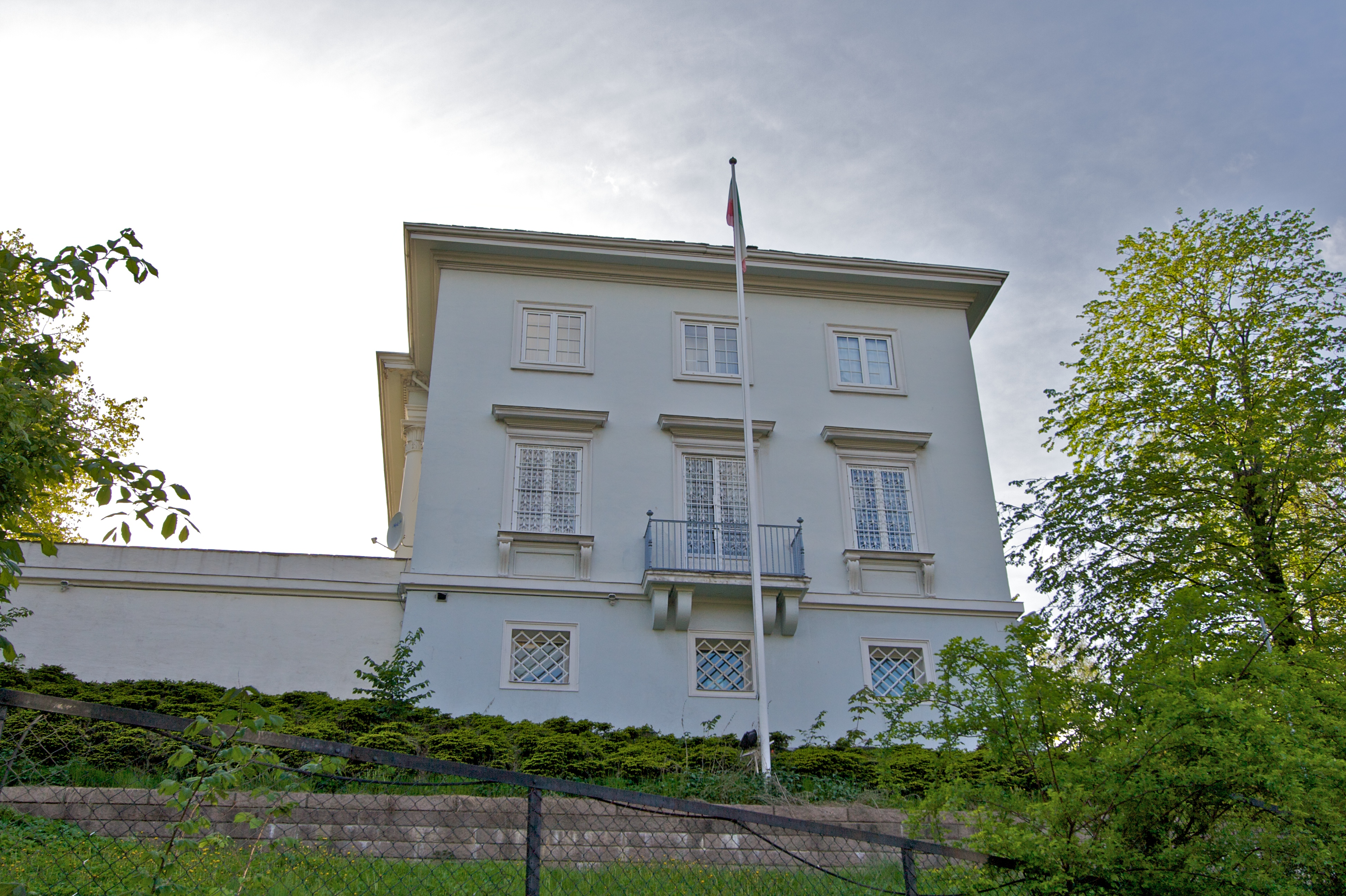
Iranische Botschaft in Oslo

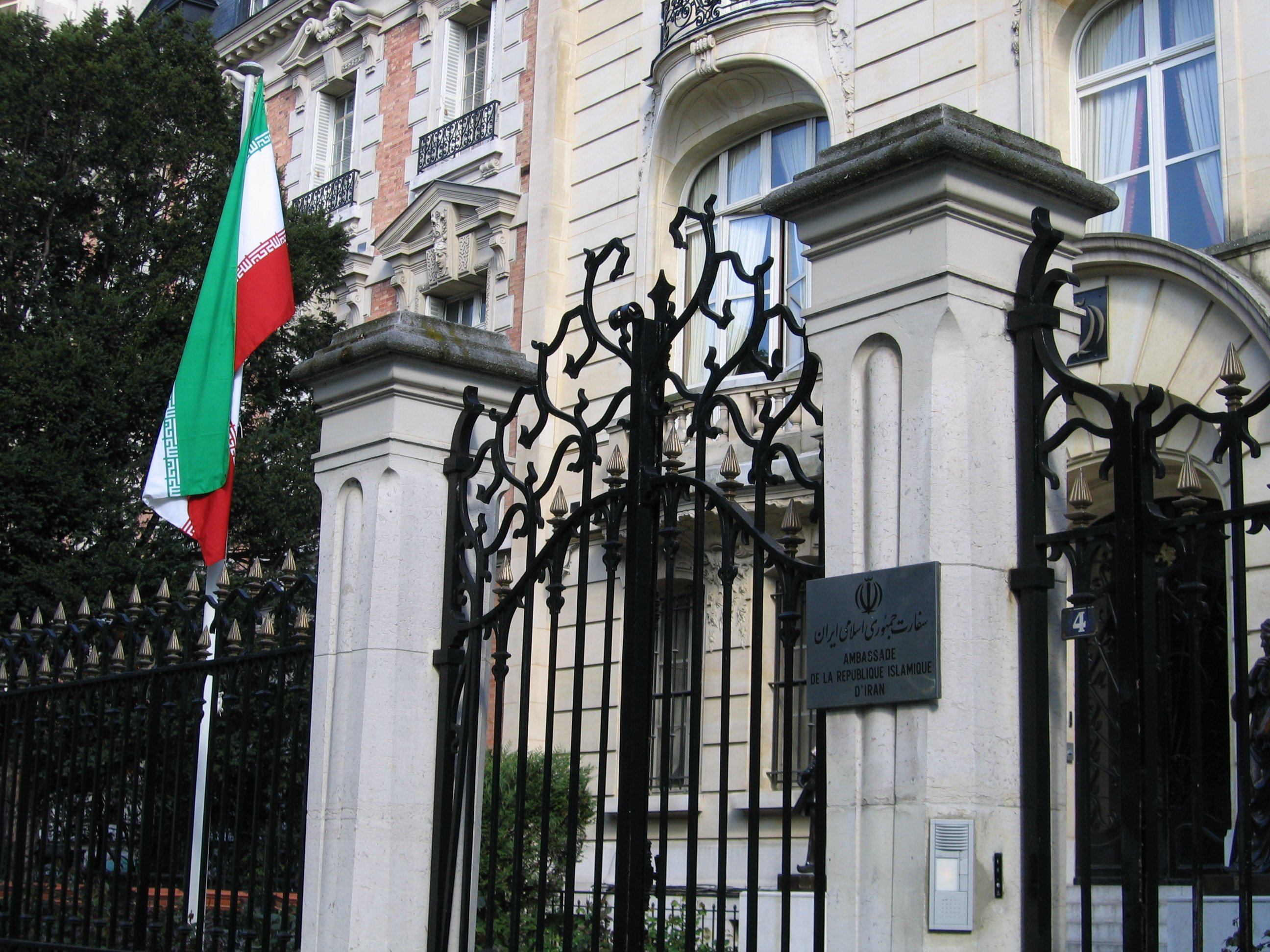
Iranische Botschaft in Paris

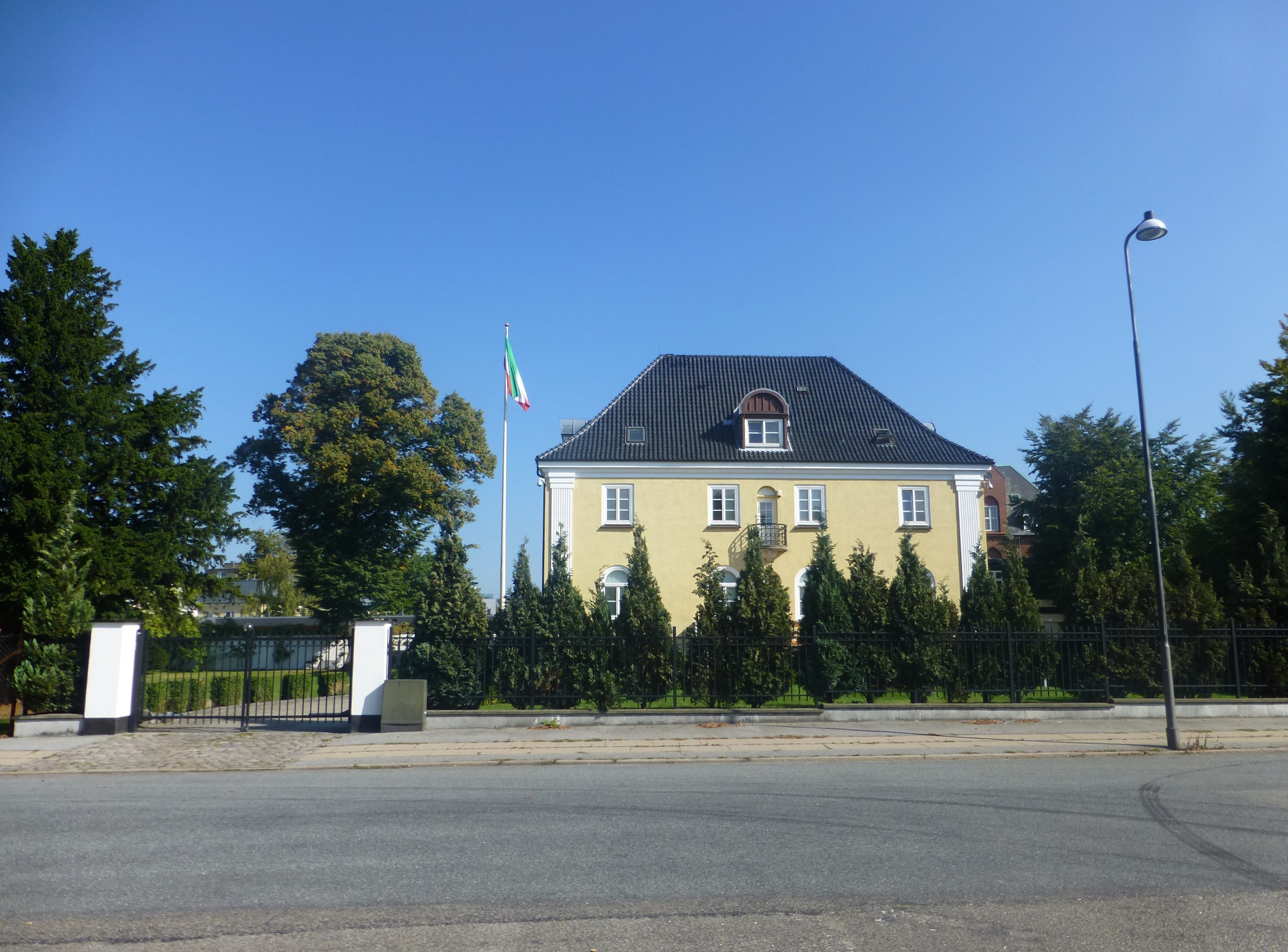
Iranische Botschaft in Kopenhagen

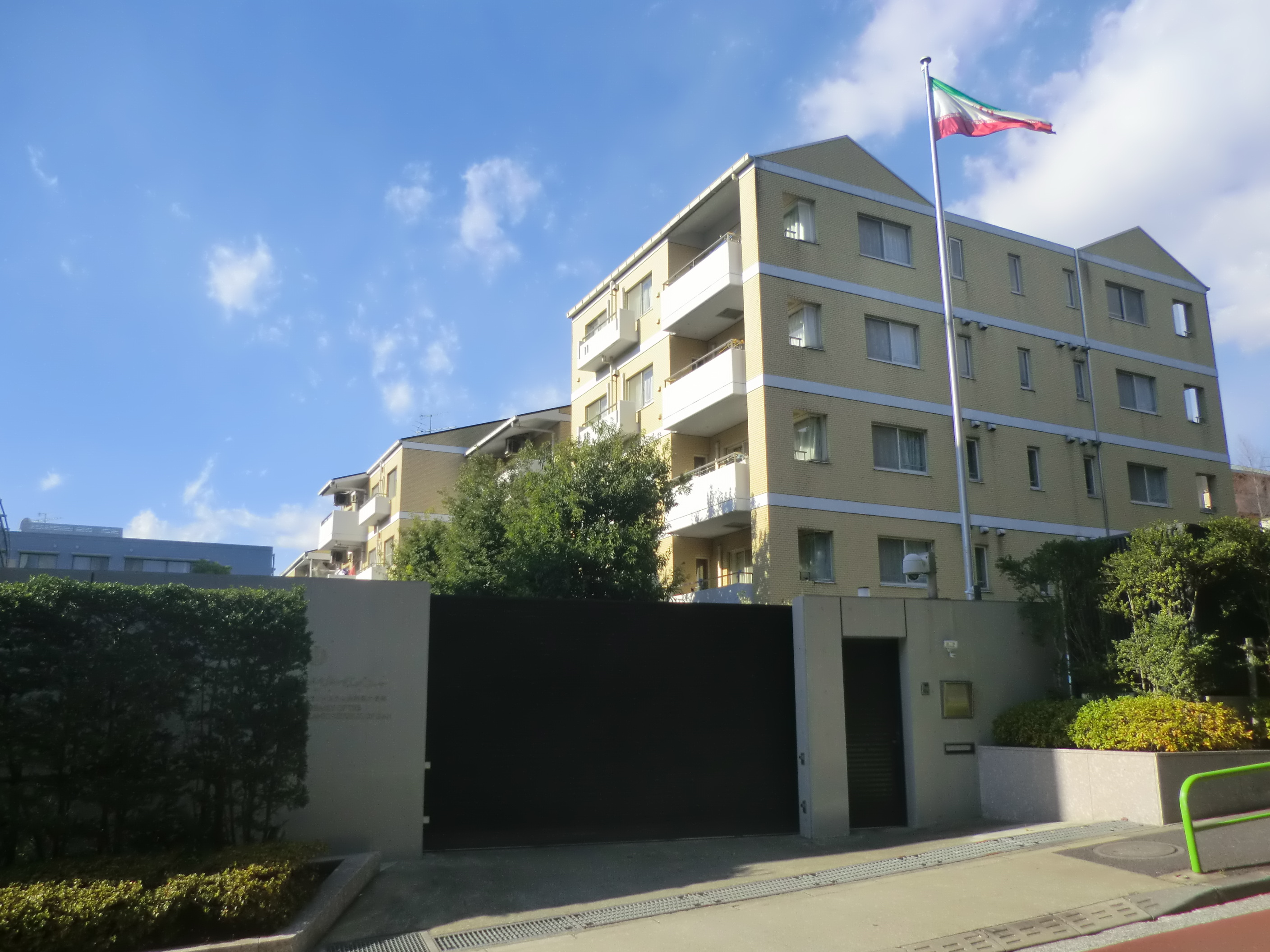
Iranische Botschaft in Tokio

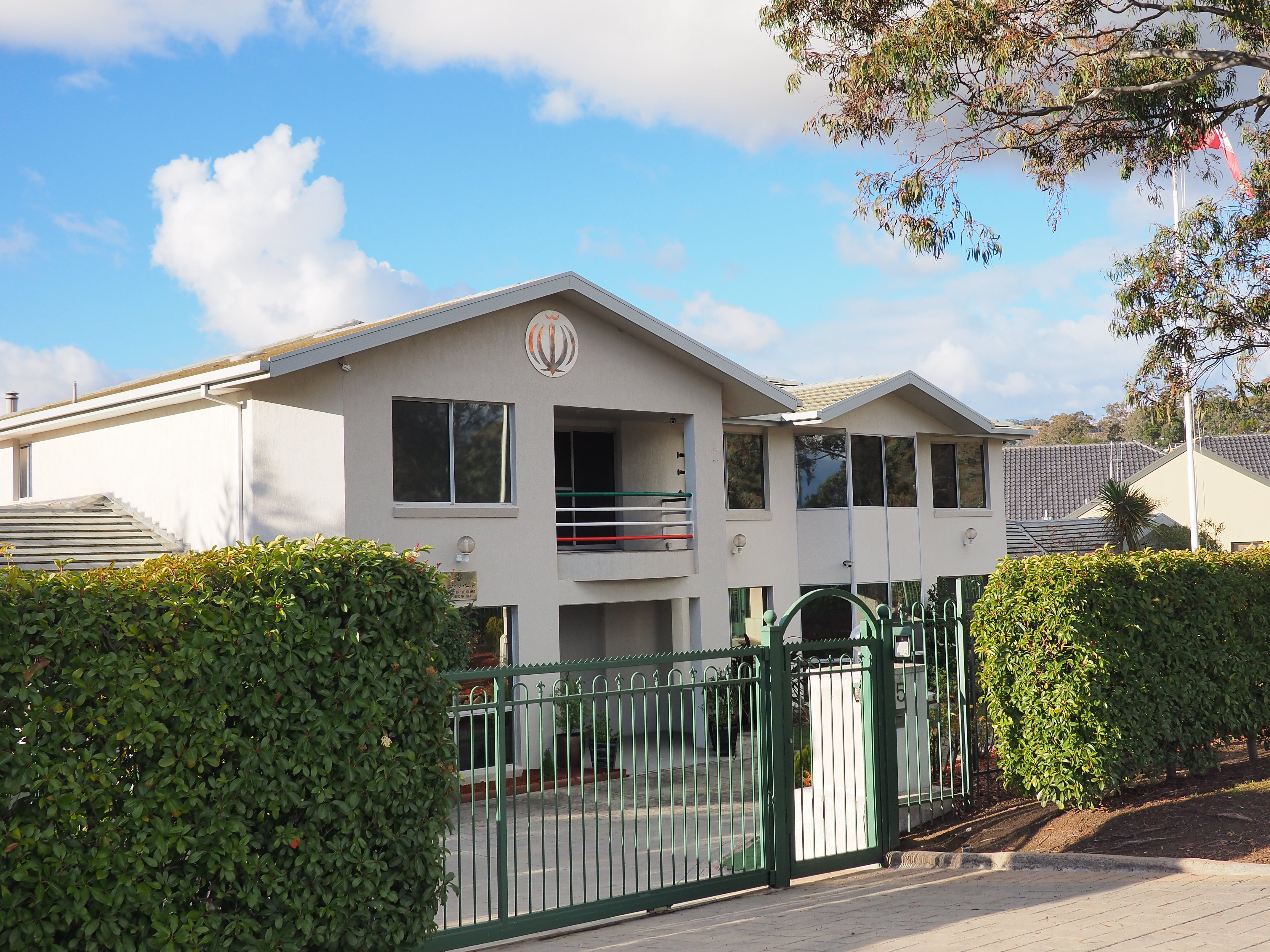
Iranische Botschaft in Canberra

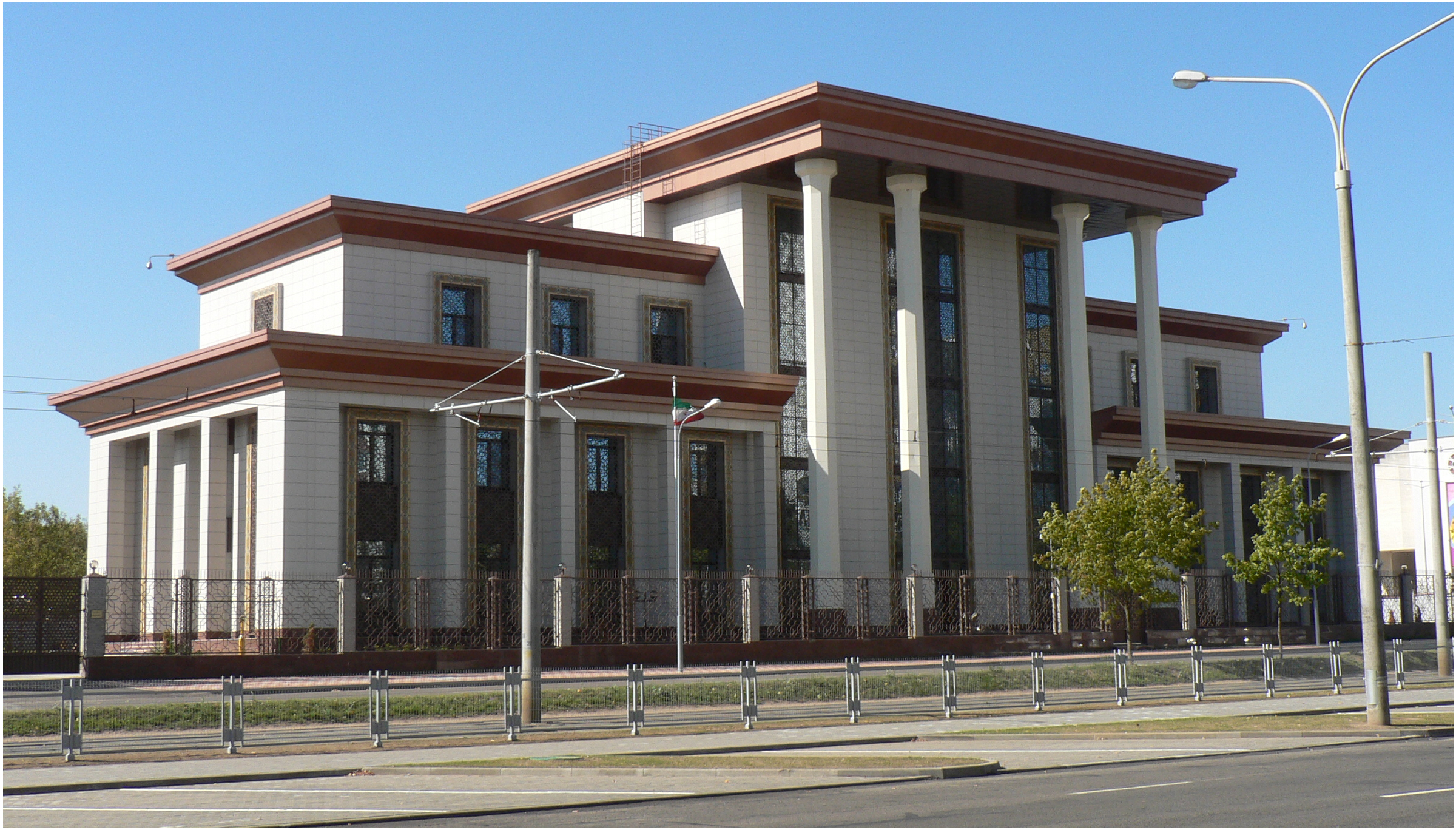
Iranische Botschaft in Minsk

### Afrika
| - Ägypten: Kairo, Interessenvertretung - Algerien: Algier, Botschaft - Äthiopien: Addis Abeba, Botschaft - Demokratische Republik Kongo: Kinshasa, Botschaft - Elfenbeinküste: Abidjan, Botschaft - Ghana: Accra, Botschaft - Guinea: Conakry, Botschaft - Kenia: Nairobi, Botschaft - Komoren: Moroni, Botschaft - Libyen: Tripolis, Botschaft - Madagaskar: Antananarivo, Botschaft - Mali: Bamako, Botschaft | - Marokko: Rabat, Botschaft - Namibia: Windhoek, Botschaft - Niger: Niamey, Botschaft - Nigeria: Abuja, Botschaft - Senegal: Dakar, Botschaft - Simbabwe: Harare, Botschaft - Somalia: Mogadischu, Botschaft - Südafrika: Pretoria, Botschaft - Sudan: Khartum, Botschaft - Tansania: Daressalam, Botschaft - Tunesien: Tunis, Botschaft - Uganda: Kampala, Botschaft |

### Asien
| - Afghanistan: Kabul, Botschaft - Afghanistan: Dschalalabad, Generalkonsulat - Afghanistan: Herat, Generalkonsulat - Afghanistan: Kandahar, Generalkonsulat - Afghanistan: Masar-e Scharif, Generalkonsulat - Armenien: Jerewan, Botschaft - Aserbaidschan: Baku, Botschaft - Aserbaidschan: Naxçıvan, Generalkonsulat - Bangladesch: Dhaka, Botschaft - Brunei: Bandar Seri Begawan, Botschaft - Volksrepublik China: Peking, Botschaft - Volksrepublik China: Guangzhou, Generalkonsulat - Volksrepublik China: Hongkong, Generalkonsulat - Volksrepublik China: Shanghai, Generalkonsulat - Indien: Neu-Delhi, Botschaft - Indien: Hyderabad, Generalkonsulat - Indien: Mumbai, Generalkonsulat - Indonesien: Jakarta, Botschaft - Irak: Bagdad, Botschaft - Irak: Erbil, Generalkonsulat - Irak: Basra, Generalkonsulat - Irak: Kerbela, Generalkonsulat - Japan: Tokio, Botschaft - Jemen: Sanaa, Botschaft - Jordanien: Amman, Botschaft - Kasachstan: Astana, Botschaft - Katar: Doha, Botschaft | - Kambodscha: Phnom Penh, Botschaft - Kirgisistan: Bischkek, Botschaft - Kuwait: Kuwait, Botschaft - Libanon: Beirut, Botschaft - Malaysia: Kuala Lumpur, Botschaft - Myanmar: Rangun, Botschaft - Nordkorea: Pjöngjang, Botschaft - Oman: Maskat, Botschaft - Pakistan: Islamabad, Botschaft - Pakistan: Karatschi, Generalkonsulat - Pakistan: Lahore, Generalkonsulat - Pakistan: Peschawar, Generalkonsulat - Pakistan: Quetta, Generalkonsulat - Philippinen: Manila, Botschaft - Saudi-Arabien: Riad, Botschaft - Saudi-Arabien: Dschidda, Generalkonsulat - Sri Lanka: Colombo, Botschaft - Syrien: Damaskus, Botschaft - Südkorea: Seoul, Botschaft - Tadschikistan: Duschanbe, Botschaft - Thailand: Bangkok, Botschaft - Turkmenistan: Aşgabat, Botschaft - Turkmenistan: Mary, Generalkonsulat - Usbekistan: Taschkent, Botschaft - Vereinigte Arabische Emirate: Abu Dhabi, Botschaft - Vereinigte Arabische Emirate: Dubai, Generalkonsulat - Vietnam: Hanoi, Botschaft |

### Australien und Ozeanien
- Australien: Canberra, Botschaft
- Neuseeland: Wellington, Botschaft

### Europa
| - Albanien: Tirana, Botschaft - Belgien: Brüssel, Botschaft - Bosnien und Herzegowina: Sarajevo, Botschaft - Bulgarien: Sofia, Botschaft - Dänemark: Kopenhagen, Botschaft - Deutschland: Berlin, Botschaft - Deutschland: Frankfurt, Generalkonsulat - Deutschland: Hamburg, Generalkonsulat - Deutschland: München, Generalkonsulat - Finnland: Helsinki, Botschaft - Frankreich: Paris, Botschaft - Georgien: Tiflis, Botschaft - Georgien: Batumi, Generalkonsulat - Griechenland: Athen, Botschaft - Irland: Dublin, Botschaft - Italien: Rom, Botschaft - Italien: Mailand, Generalkonsulat - Kroatien: Zagreb, Botschaft - Nordmazedonien: Skopje, Botschaft - Niederlande: Den Haag, Botschaft - Norwegen: Oslo, Botschaft - Österreich: Wien, Botschaft - Polen: Warschau, Botschaft | - Portugal: Lissabon, Botschaft - Rumänien: Bukarest, Botschaft - Russland: Moskau, Botschaft - Russland: Astrachan, Generalkonsulat - Russland: Kasan, Generalkonsulat - Schweden: Stockholm, Botschaft - Schweiz: Bern, Botschaft - Schweiz: Genf, Generalkonsulat - Serbien: Belgrad, Botschaft - Slowenien: Ljubljana, Botschaft - Spanien: Madrid, Botschaft - Tschechien: Prag, Botschaft - Türkei: Ankara, Botschaft - Türkei: Erzurum, Generalkonsulat - Türkei: Istanbul, Generalkonsulat - Türkei: Trabzon, Generalkonsulat - Ukraine: Kiew, Botschaft - Ungarn: Budapest, Botschaft - Vereinigtes Königreich: London, Botschaft - Belarus: Minsk, Botschaft - Zypern: Nikosia, Botschaft |

### Nordamerika
| - Kanada: Ottawa, Interessenvertretung - Kuba: Havanna, Botschaft - Mexiko: Mexiko-Stadt, Botschaft | - Nicaragua: Managua, Botschaft - Vereinigte Staaten: Washington, D.C., Interessenvertretung |

### Südamerika
| - Argentinien: Buenos Aires, Botschaft - Bolivien: La Paz, Botschaft - Brasilien: Brasília, Botschaft - Chile: Santiago de Chile, Botschaft | - Ecuador: Quito, Botschaft - Kolumbien: Bogotá, Botschaft - Uruguay: Montevideo, Botschaft - Venezuela: Caracas, Botschaft |

## Vertretungen bei internationalen Organisationen
- Europäische Union: Brüssel, Ständige Vertretung
- Vereinte Nationen: New York, Ständige Vertretung
- Vereinte Nationen: Genf, Ständige Vertretung
- Vereinte Nationen: Wien, Ständige Vertretung
- Heiliger Stuhl: Rom, Botschaft